# Intourist
Intourist, en russe Интурист, contraction de Иностранный турист, en français « touriste étranger », est une agence de voyages créée le 12 avril 1929 en Union soviétique. Avec la dislocation de l'URSS au tournant des années 1990, la société est privatisée en 1992.

## Histoire
À l'époque de sa création, l'URSS fonctionne selon un système d'économie planifiée et centralisée et Intourist est alors en situation de monopole : c'est le seul interlocuteur pour quiconque souhaite voyager dans les républiques soviétiques.
À l'origine, l'agence ne possède pas d'infrastructures touristiques propres jusqu'à ce qu'elle fusionne en 1933 avec la compagnie hôtelière étatique Hotel, ce qui lui permet de disposer non seulement d'un réseau d'hôtels mais aussi de restaurants et de moyens de transports.
Intourist ne favorise pas seulement le voyage des étrangers à l'intérieur des frontières de l'URSS mais elle est également l'interlocutrice qui permet aux citoyens soviétiques de voyager à l'étranger, notamment dans les pays satellites de l'Union soviétique — surtout vers la Roumanie, la Bulgarie, la Hongrie, la Tchécoslovaquie et la République démocratique allemande, pour lesquels le visa n'est plus nécessaire dès le 23 février 1967.
En Allemagne de l'Est, Intourist gère directement quelques hôtels comme l'hôtel Neva à Berlin sur l'Invalidenstraße, alors que la plupart des établissements hôteliers de ce pays dépendent de la Handelsorganisation, l'entreprise d'État de commerce de détail en RDA. Dans les années 1970, 115 hôtels sont directement gérés par Intourist. Ses bureaux est-berlinois se trouvent alors sur l'avenue Unter den Linden, à proximité de l'ambassade soviétique.
Aujourd'hui, avec l'économie de marché, Intourist reste l'une des premières agences de voyages de Russie, contrôlant par exemple 64 % des parts de l'hôtel Cosmos à Moscou depuis 2006. Elle est elle-même contrôlée à plus de 60 % par le conglomérat Sistema.

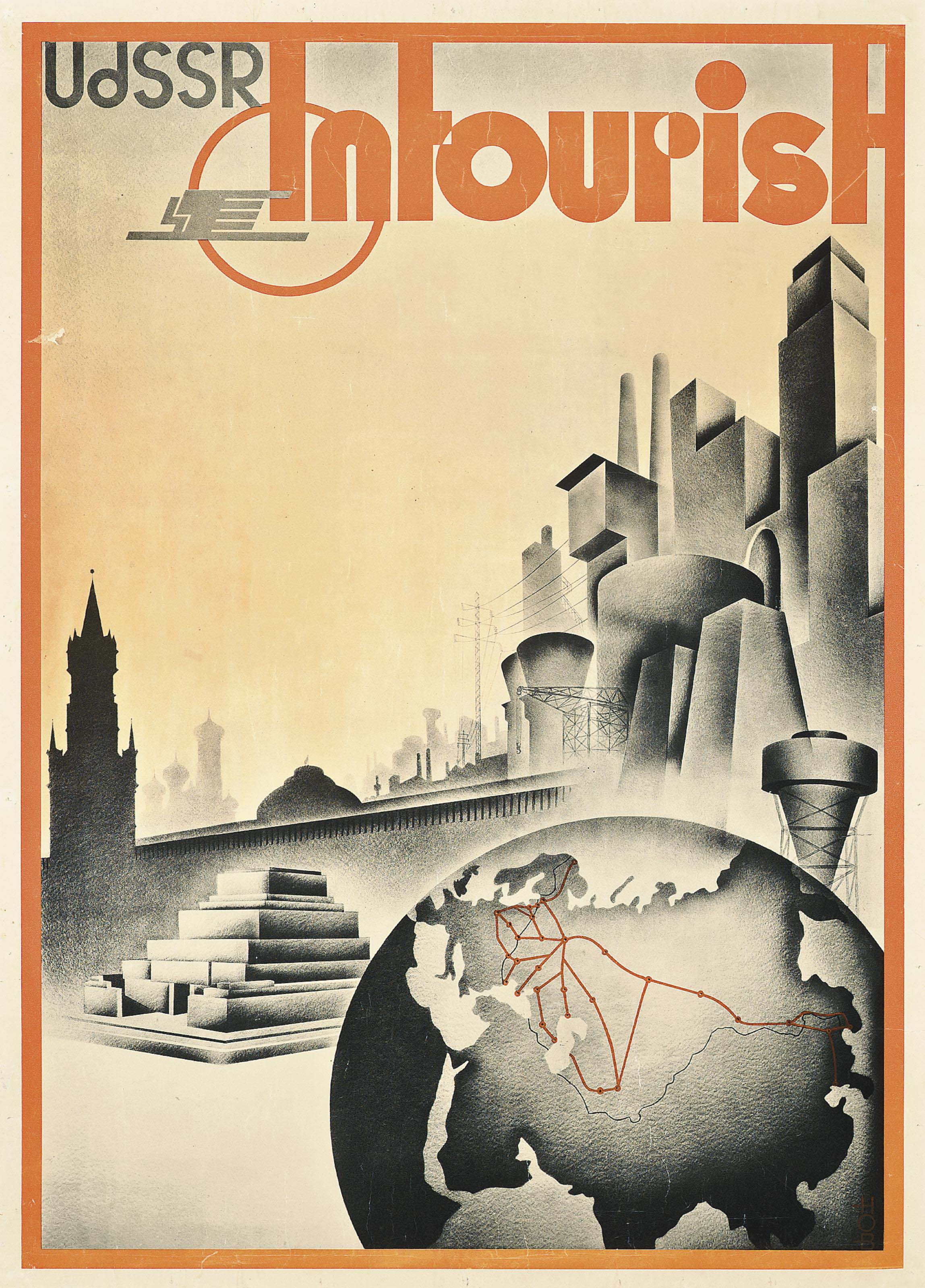
Publicité de 1935.
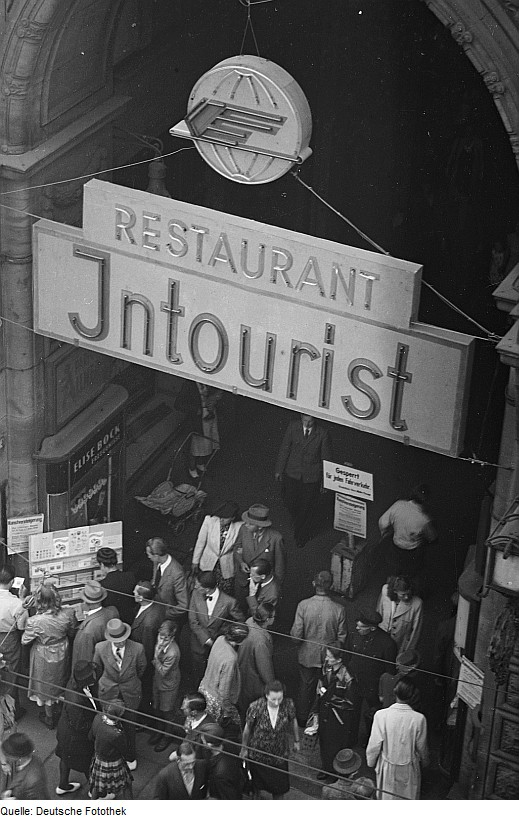
Restaurant Intourist à Leipzig (1948).
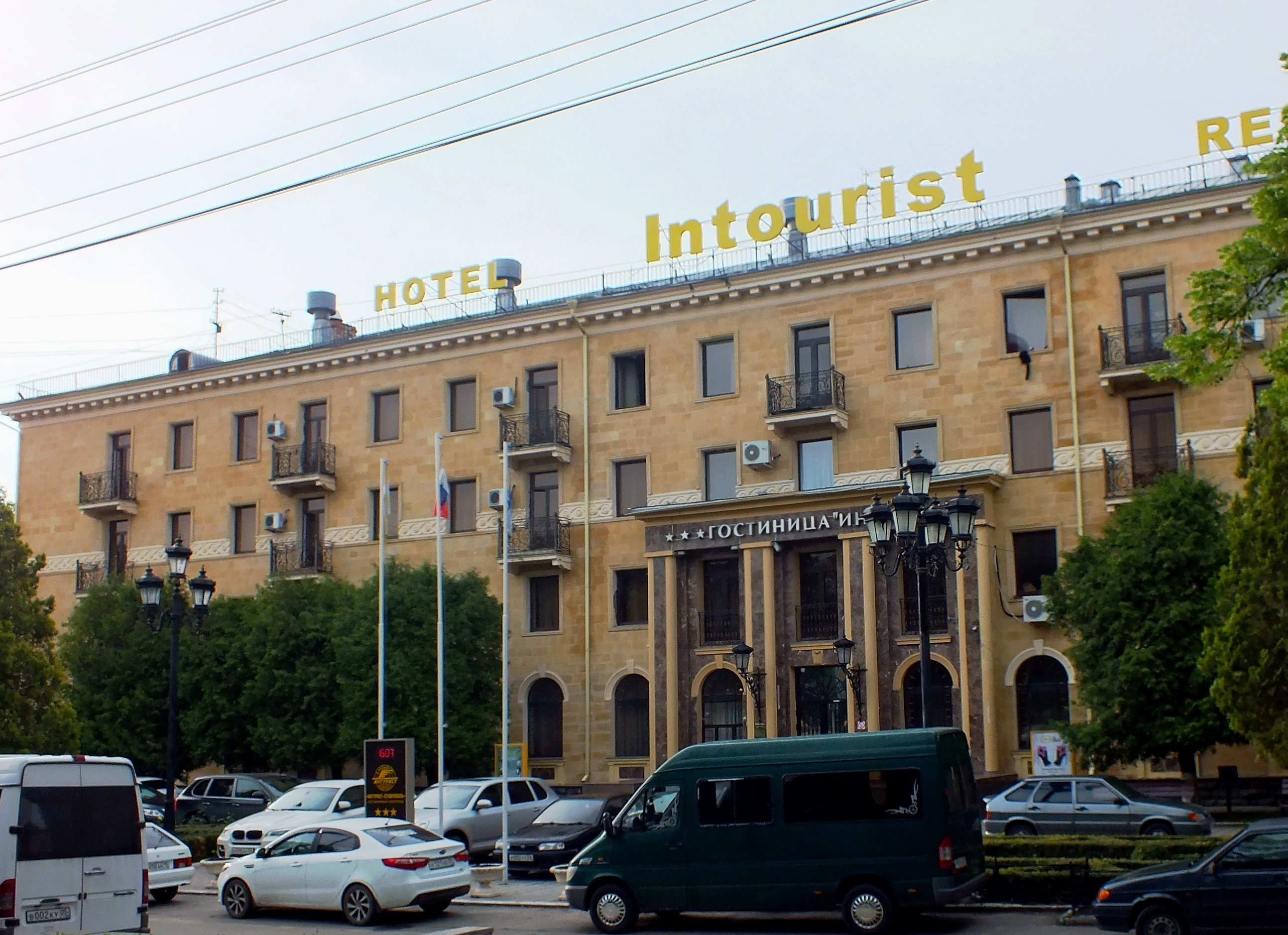
Hôtel Intourist à Stavropol (2016).